# رساس (قرية)
راساس (باللغة الإنجليزية Rasas، وتكتب أيضًا Rsas ) هي قرية تقع جنوب سوريا، في جنوب محافظة السويداء ظهرت في سجلات الضرائب العثمانية عام 1596 تحت اسم إرساس (ديز نزد كفر)، وكانت جزءًا من ناحية بني ناسية في قضاء حوران. تمتد القرية على مساحة تبلغ حوالي 12.730 دونمًا، وتستقر على ارتفاع 1040 مترًا عن سطح البحر. تُعتبر قرية الرساس واحدة من الجواهر المخفية التي تمزج بين تاريخها العريق وجمال طبيعتها الخلابة. وقد شهدت تطورات متعددة لكنها لا تزال تحتفظ بعبق الماضي من خلال آثارها القديمة ومعالمها الطبيعية.
تتميز القرية بموقعها الاستراتيجي كمدخل جنوبي لمدينة السويداء، بالإضافة إلى طبيعتها الجبلية الخصبة. تحيط بها عدة قرى، حيث تقع بلدة سهوة بلاطة شرقًا، وقرية كناكر غربًا، وبلدة عرى من الجنوب الغربي، وبلدة العفينة جنوبًا. وفقًا للمكتب المركزي للإحصاء في سوريا ، بلغ عدد سكان رساس 3332 نسمة في تعداد عام 2004. 

## تاريخها
تعود أصول قرية رساس إلى عصور قديمة، حيث تشير السجلات العثمانية الضريبية إلى ظهورها في عام 1596 تحت اسم "إرساس" (ديز نزد كفر) كجزء من ناحية بني ناسية في قضاء حوران. كان سكانها من المسلمين، ويتكون عددهم من 20 أسرة و10 عزاب. وكانوا يدفعون ضريبة ثابتة تبلغ 40% على المحاصيل الزراعية، مثل القمح والشعير والمحاصيل الصيفية والماعز وخلايا النحل. بإجمالي يصل إلى 3880 آقجة. وقد خصص جزء من الدخل، وهو 8 من 24 جزءًا، للوقف. وفي عام 1838، لاحظ إيلي سميث قرية رساس. كما توجد دلائل على تاريخ إعمارها القديم من خلال الأطلال والآثار التي تعود إلى عصور سابقة. ورغم أن السكن الحديث بدأ بشكل واضح منذ منتصف القرن التاسع عشر، إلا أن هناك مؤشرات أثرية تدل على وجود استيطان أقدم في المنطقة.

## الموقع
تقع قرية رساس في جنوب سوريا وتتبع إداريًا لمحافظة السويداء، حيثُ تبعد عن مدينة السويداء حوالي 5 إلى 7 كيلومترات باتجاه الجنوب. تتموضع القرية على باحة جبلية منبسطة بارتفاع حوالي 1040 متر عن سطح البحر، وتميل أراضيها باتجاه الغرب نحو سهل حوران. يحدها من الشمال أراضي مدينة السويداء، ومن الشرق بلدة سهوة بلاطة، ومن الغرب قرية كناكر، ومن الجنوب الغربي بلدة عرى، ومن الجنوب بلدة العفينة. إحداثياتها الجغرافية الدقيقة هي : خط العرض 32.6406542، وخط الطول 36.5715924.
تتميز رساس بموقعها الاستراتيجي كونها المدخل الجنوبي لمدينة السويداء، كما أنها نقطة عبور رئيسية إلى محافظة درعا ومدينة بصرى الأثرية.

## التسمية
يعود أصل اسم "رساس"، فيرتبط بغناها بالآبار والينابيع. تشير المصادر اللغوية إلى أن كلمة "الرّسّ" تعني البئر القديمة، وهو ما يتناسب مع طبيعة القرية التي اشتهرت تاريخيًا بوفرة المياه والينابيع. وتؤكد بعض الدراسات أن الاسم مستمد من هذا المعنى القاموسي، حيث ارتبطت حياة السكان منذ القدم بالموارد المائية المتوفرة في المنطقة. بذلك، فإن اسم القرية يعكس طبيعتها الجغرافية وتاريخها المرتبط بالمياه.

## المعالم الطبيعية
تتميز قرية رساس في السويداء بعدد من المعالم الطبيعية البارزة التي تجعلها وجهة رائعة لمحبي الطبيعة. من أبرز هذه المعالم :
- توجد الينابيع العذبة المُنتشرة في القرية، التي تعد من المصادر الرئيسية للمياه، مما يضفي عليها طبيعة خصبة وأجواء منعشة.[11][12][13]
- تشتهر القرية بالهواء العليل والأشجار الكثيفة التي توفر الظل، مما يخلق مع بيوتها مشهدًا طبيعيًا جميلًا يجمع بين الجمال الريفي والهدوء.[11][12][13]
- تقع القرية على مرتفع جبلي مسطح، مما يتيح إطلالات جبلية خلابة مع انحدار لطيف نحو الغرب باتجاه سهل حوران.[4]

هذا الخصائص الطبيعية تجعل من رساس مكانًا فريدًا يجذب الزوار الباحثين عن مناظر طبيعية هادئة وأجواء نقية في ريف السويداء.

## المعالم الأثرية
تتميز قرية رساس بتراثها الأثري الغني الذي يعكس تاريخها العريق، على الرغم من تأسيسها في زمن قريب نسبيًا. من أبرز معالمها:
مزرعة "أم الشراشيح" الواقعة شمال القرية، حيث توجد آثار لمبانٍ قديمة تعود إلى عصور ما قبل التاريخ، بما في ذلك أدوات من الصوان وقطع فخارية، بالإضافة إلى بقايا معبد وثني تحول إلى مزار يُعرف باسم النبي أيوب. مقام النبي أيوب بجوار نبع "أم الشراشيح"، وهو موقع ديني وأثري بارز في القرية، يرتبط بأساطير محلية تتحدث عن النبي أيوب الذي يُشاع إنه كان يقضي وقتًا بالقرب من هذا النبع ويستخدم مائه أثناء مرضه. كما تحوي القرية عدة ينابيع قديمة تُعتبر ذات قيمة أثرية وطبيعية، ومن بينها نبع "أم النجم" الذي يحتوي على مغارة يُعتقد أنها كانت تُستخدم لري الأراضي المحيطة، بالإضافة إلى عين "ديكران" الصغيرة التي سُمّيت نسبة لشخص أرمني استقر في المنطقة.
على الرغم من أن القرية الحديثة أُسست في القرن التاسع عشر، إلا أن بقايا المعمار القديم لا تزال موجودة في بعض مناطقها، مما يدل على وجود استيطان سابق، لكن لم تُجر دراسات أثرية شاملة حتى الآن. باختصار، رساس مكانًا يجمع بين الطبيعة الخلابة والينابيع الغنية، بالإضافة إلى آثار قديمة تشمل أدوات من عصور ما قبل التاريخ ومعبد وثني ومقام ديني، مما يمنحها قيمة أثرية وتاريخية كبيرة في منطقة السويداء.

## الدور الديموغرافي أو السكاني
النمو السكاني: شهدت قرية رساس زيادة ملحوظة في عدد سكانها، حيث تجاوز عدد السكان الأصليين 4500 نسمة، مع ارتفاع عدد الوافدين ليصل إلى أكثر من 2500 نسمة. يعود هذا النمو إلى قربها من مركز مدينة السويداء، مما يجعلها وجهة جذابة للناس من القرى المجاورة، لاسيما في أوقات الأزمات والنزوح الداخلي.
محطة استقطاب سكاني: كانت رساس نقطة التقاء رئيسية للعائلات القادمة من مناطق مختلفة داخل سوريا، بالإضافة إلى الوافدين من دول مجاورة مثل لبنان والأردن. ويرجع ذلك إلى توفر المياه وفرص العمل، مما جعلها بيئة مناسبة للاستقرار والزراعة والتجارة.
التكافل الاجتماعي: ساهم التنوع السكاني في تعزيز روح التعاون والعمل الجماعي، حيثُ كانت القرية من أولى القرى التي استفادت من مشاريع إيصال المياه من خلال جهود جماعية وتعاون بين السكان الأصليين والوافدين.

## التنوع الاجتماعي
تنوع عائلي وعرقي: تحتوي رساس على مجموعة من الأسر ذات أصول متنوعة، بما في ذلك أسر من خارج المحافظة ومن خارج سوريا، مما ساهم في تكوين نسيج اجتماعي غني ومرن في العلاقات الداخلية.
العمل المشترك: يساهم سكان القرية في مجالات الزراعة والتجارة والحرف اليدوية، ويشارك الوافدون في هذه الأنشطة، مما يعزز من الترابط الاجتماعي والاقتصادي بينهم.
توافق اجتماعي: بالرغم من اختلاف الأصول والانتماءات، تتميز القرية بتوافق اجتماعي وقدرتها على استيعاب الوافدين ودمجهم في الحياة اليومية، مع الحفاظ على تقاليدها المحلية وروح التعاون.

## الفهرس
- Hütteroth، W.-D.؛ Abdulfattah، K. (1977). Historical Geography of Palestine, Transjordan and Southern Syria in the Late 16th Century. Erlanger Geographische Arbeiten, Sonderband 5. Erlangen, Germany: Vorstand der Fränkischen Geographischen Gesellschaft. ISBN:3-920405-41-2. مؤرشف من الأصل في 2025-07-02.
- Robinson، E.؛ Smith، E. (1841). Biblical Researches in Palestine, Mount Sinai and Arabia Petraea: A Journal of Travels in the year 1838. Boston: Crocker & Brewster. ج. 3.

## الروابط الخارجية
- خريطة المدينة ، خرائط جوجل

## انظر ايضًا
- سوريا
- السويداء
- عصور ما قبل التاريخ
- موحدون الدروز